# 호세 가르시아 코랄
호세 가르시아 코랄(스페인어: José García Corral, 1944년 1월 19일, 안달루시아 주 세비야 ~)은 추피(스페인어: Chufi)라는 별명으로 알려진 스페인의 전직 축구 선수로, 현역 시절 수비수로 활동했다.
멕시코 시에서 열린 1968년 하계 올림픽에 스페인 선수단 일원으로 참가한 경력이 있다.